# Wells Fargo Center (Salt Lake City)
Wells Fargo Center es un rascacielos ubicado en el centro de Salt Lake City, Utah (Estados Unidos). Fue construido en 1998 y es el rascacielos más alto de Salt Lake City y de Utah. Tiene 24 pisos sobre el nivel de la calle y 128,7 m de altura arquitectónica. Fue diseñado en estilo postmodernista por el estudio HKS Architects.

## Historia
La American Stores Tower se construyó originalmente como la sede corporativa de American Stores. El 3 de agosto de 1998, poco después de su finalización, la empresa fue adquirida por Albertsons y el edificio pasó a llarse Delta Tower. Cuando Albertsons decidió trasladar las operaciones al Salt Lake Hardware Building en 400 West, cerca de North Temple, Wasatch Property Management compró el edificio y lo rebautizó con su nombre actual. El edificio fue la sede del Comité Organizador de Salt Lake (SLOC) previo a los Juegos Olímpicos de Invierno de 2002. Wells Fargo ocupa actualmente varios pisos, al igual que varios bufetes de abogados.